# Луково (Закарпатская область)
Луково (укр. Луково) — село в Белковской сельской общине Хустского района Закарпатской области Украины.
Почтовый индекс — 90156. Телефонный код — 3144. Занимает площадь 2,096 км². Код КОАТУУ — 2121985801.

## Население
Население по переписи 2001 года составляло 1558 человек.

### Языковой состав
Родной язык населения по данным переписи 2001 года:
| Язык       | Численность, чел. | Доля     |
| ---------- | ----------------- | -------- |
| Украинский | 1 538             | 98,72 %  |
| Русский    | 18                | 1,15 %   |
| Другое     | 2                 | 0,13 %   |
| Итого      | 1 558             | 100,00 % |